# Gare d'Ōmachi (Hiroshima)
La gare d'Ōmachi (大町駅, Ōmachi-eki) est une gare ferroviaire et une station de métro de la ville d'Hiroshima, dans la préfecture d'Hiroshima au Japon. Elle est exploitée par les compagnies JR West et Hiroshima Rapid Transit (métro d'Hiroshima).

## Situation ferroviaire
La gare d'Ōmachi est située au point kilométrique (PK) 6,5 de la ligne Kabe. La station Ōmachi est située au PK 8,4 de la ligne Astram.

## Historique
La gare et la station sont inaugurées le 20 août 1994, à l'occasion de l'ouverture de la ligne Astram.

## Service des voyageurs

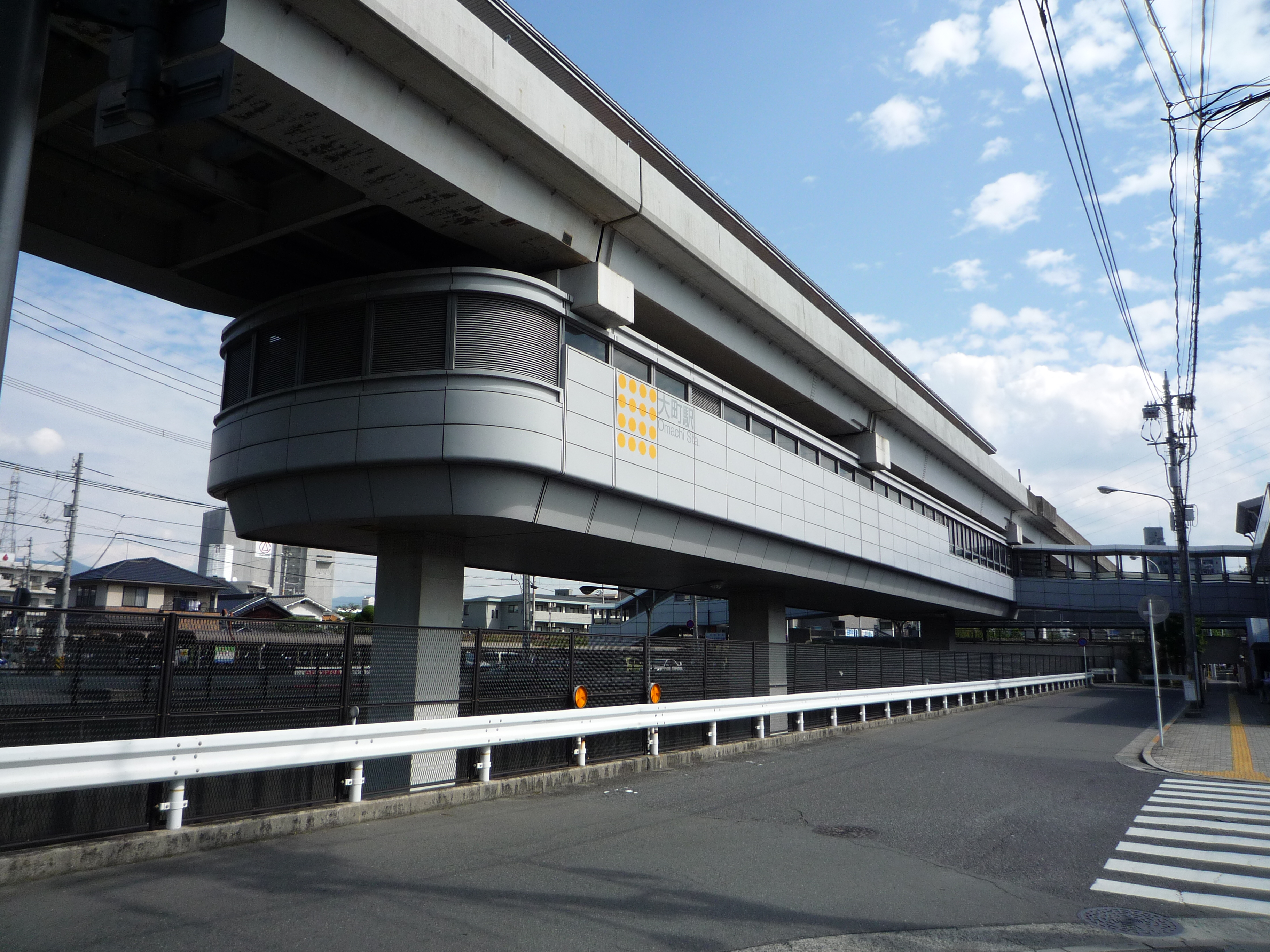
La station de métro.

### Accueil
La gare dispose d'un bâtiment voyageurs, avec guichets, ouvert tous les jours. La station de métro est surélevée et reliée à la gare par une passerelle.

### Desserte

#### JR West
- Ligne Kabe :
  - voie 1 : direction Aki-Kameyama / Hiroshima

#### Métro d'Hiroshima
- Ligne Astram :
  - voie 1 : direction Hondori
  - voie 2 : direction Koiki-koen-mae